# Die 100 Dinge der Welt
Die 100 … Dinge der Welt ist eine Buchreihe, die von ArsEdition in deutscher Sprache produziert wird.

## Aufbau eines Buches
Bei den Büchern handelt es sich um Ratgeber, die dem Leser nahebringen, wie man sich in bestimmten Situationen verhalten sollte bzw. diesen ausweichen kann. Dabei kann es sich um die Gegenwart wilder Tiere, Naturkatastrophen und Krankheiten handeln. Gewöhnlich ist dabei einem Thema eine Seite gewidmet, auf der eine Beschreibung, eine Bewertung und kleine Textkästchen mit Randnotizen vorhanden sind. Lediglich in der Ausgabe „Die Top 100 der gefährlichsten Kreaturen der Welt“ sind auf einer Seite vier chronologisch geordnete Beispiele abgebildet, während auf der danebenliegenden Seite der Spitzenhalter zu sehen ist. In dem Buch ist auch am Ende erstmals eine chronologische Bestenliste der Kreaturen aus dem Buch zu sehen, während es in den anderen Büchern den Leser aufgrund der Punktzahl oder prozentualen Bewertung überlassen ist, die Dinge chronologisch zu bewerten.

## Rezeption
Die Stiftung Lesen empfiehlt das Buch Die 100 furchterregendsten Dinge der Welt trotz unruhigem Layout für Kinder ab 9 bis 10 Jahren, vor allem Jungen, „die das Fürchten lernen wollen“. Es eigne sich auch für „hartnäckige Nichtleser“.
Die bei A & C Black Publishers erschienene Originalausgabe von Die 100 gefährlichsten Dinge der Welt (100 Most Dangerous Things on the Planet) kam im Jahr 2009 auf die Shortlist für den Blue Peter Book Award in der Kategorie „Best Book with Facts“ und für den Children’s Choice Book Award in der Kategorie „Fifth Grade to Sixth Grade Book of the Year“.

## Ausgaben
- Anna Claybourne: Die 100 ekligsten Dinge der Welt. Aus dem Englischen von Ute Löwenberg. ArsEdition, München 2010, ISBN 978-3-7607-6405-4.
- Anna Claybourne: Die 100 furchterregendsten Dinge der Welt. Aus dem Englischen von Ute Löwenberg. ArsEdition, München 2012, ISBN 978-3-7607-7931-7.
- Anna Claybourne: Die 100 gefährlichsten Dinge der Welt. Aus dem Englischen von Ute Löwenberg. ArsEdition, München 2009, ISBN 978-3-7607-4109-3.
- Anna Claybourne: Die 100 tödlichsten Dinge der Welt. Aus dem Englischen von Petra Bachmann, ArsEdition, München 2013, ISBN 978-3-7607-8910-1.
- Anna Claybourne: Die 100 unglaublichsten Dinge der Welt. Aus dem Englischen von Petra Bachmann, ArsEdition, München 2011, ISBN 978-3-7607-6846-5.
- Petra Bachmann: Die gefährlichsten Berufe der Welt. ArsEdition, 2012, ISBN 978-3-7607-8683-4
- Petra Bachmann: Die gefährlichsten Orte der Welt. ArsEdition, München 2013, ISBN 978-3-7607-9883-7.
- Die Top 100 der gefährlichsten Kreaturen der Welt. Aus dem Englischen von Andreas Jäger, ArsEdition, München 2014, ISBN 978-3-8458-0265-7.